# Александровская миссионерская духовная семинария
Александровская миссионерская духовная семинария (неофициально Ардонская духовная семинария, осет. Æрыдоны дины семинар) — среднее учебное заведение Владикавказской епархии Русской православной церкви для подготовки церковно- и священнослужителей. Располагалась в городе Ардоне.

## История
В 1818 году с открытием Тифлисской духовной семинарии для обучения осетин в Гори было открыто духовное училище.
В 1887 году в Ардоне было открыто духовное училище. За свою короткую историю училище сделало лишь два выпуска — в 1893 и 1894 годах. Всего — менее 40 человек, из которых лишь пять стали священниками.
12 августа 1895 года указом Императора духовное училище в Ардоне было преобразовано в Александровскую миссионерскую семинарию. 20 сентября решением Святейшего Синода преобразование училища в семинарию было утверждено.

Синод в своем циркуляре подчеркивал, что Ардонская семинария имеет особую цель в сравнении с духовными семинариями, открытыми по уставу 1884 года, а именно: во-первых, имеет своей целью готовить миссионеров в пределах Владикавказской епархии и Южной Осетии, во-вторых, учебный курс в этой семинарии, как по составу учебных предметов, так и по объёму их преподавания, значительно меньше общего курса духовных семинарий. Содержание учёбы в семинарии, её формы и методы были подчинены задаче подготовки квалифицированных церковнослужителей с миссионерским направлением… Синод отдавал себе отчет, что на маленьком осетинском православном островке… необходимо готовить высокообразованных церковнослужителей, которые бы смогли противостоять мусульманским миссионерам и успешно решать проблему восстановления христианства на Северном Кавказе.
1 октября 1895 года состоялось торжественное открытие новой семинарии, которое возглавил прибывший днём ранее в Ардон епископ Владикавказский и Моздокский Владимир (Сеньковский).
19 мая 1902 года состоялось освящение места и закладка нового здания семинарии. Новое здание было спроектировано на том же острове реке Таргайдон к западу от существовавших построек на участке семинарского сада.
Серьёзные волнения в семинарии начались в феврале 1905 года, когда ректором за систематическое нарушение дисциплины и нежелание учиться из семинарии были отчислены Айдаров, Едзиев, Тагзиев и Сикоев. В ночь на 18 февраля из огнестрельного оружия была обстреляна квартира ректора архимандрита Георгия (Вахнина) и выбиты стекла в окнах семинарского корпуса. 15 марта отчисленных восстановили в чесле студентов, что негативно повлияло на порядок в семинарии, так как учащиеся восприняли, что таким способом можно решать возникающие проблемы. 1 июня 1905 года обстрелу подвергся дом учителя осетинского языка, настоятеля Ардонской осетинской церкви священника Косьмы Токаева.
4 августа 1908 года Святейший Синод издал указ о преобразовании семинарии из миссионерской в обычную, в связи с чем рассматривался вопрос перевода её во Владикавказ, но решения принято не было.
18 мая 1917 года связи с новыми веяниями в семинарии состояли выборы ректора и преподавательского состава. Архимандрит Феодорит остался на своем посту. 1 июня 1917 года состоялся последний выпуск семинарии состоящий всего из пяти человек.
Летом 1918 года все церковно-приходские школы, духовное и епархиальное училища и семинария перешли в ведение комиссариата Народного Просвещения, а Ардонская семинария была преобразована в Осетинскую общую гимназию. Позже в капитальном трёхэтажном здании семинарии располагалась школа-интернат, а впоследствии ардонская средняя школа № 4. В 2005 году в связи с аварийным состоянием здания учащихся этой школы перевели в 3-ю среднюю школу города Ардона.
В январе 2006 года на высоком уровне было принято решение о передаче здания бывшей Ардонской Александровской миссионерской духовной семинарии Русской Православной Церкви.

## Ректоры
- Иоанн (Алексеев), архимандрит (1887—1899)
- Андроник (Никольский), архимандрит (5 марта 1899 — 13 января 1900)
- Димитрий (Абашидзе), архимандрит (13 января 1900 — 23 апреля 1902)
- Сергий (Титов), архимандрит (23 апреля 1902 — 8 января 1903)
- Никодим (Кротков), архимандрит (8 января 1903 — январь 1905)
- Григорий (Вахнин), архимандрит (26 января 1905 — 6 июля 1905)
- Арсений (Смоленец), архимандрит (6 июля 1905 — октябрь 1907)
- Николай Диковский, протоиерей (10 ноября 1907 — март 1909)
- Иерофей (Померанцев), архимандрит (24 марта 1909 — 3 марта 1911)
- Пимен (Белоликов), архимандрит (3 марта 1911 — 9 июля 1912)
- Феодорит (Новиков), архимандрит (19 июля 1912 — июнь 1918)